# Aurora, Illinois
Aurora este un oraș din statul Illinois, Statele Unite ale Americii, aflat la vest de Chicago. Orașul face parte din Zona metropolitană Chicago.

## Demografie
În acest oraș există o importantă comunitate de români greco-catolici, urmași ai emigranților de la începutul veacului al 20-lea. Există două biserici greco-catolice românești.

## Personalități
- Chris Lauzen (n. 1952), senator republican în senatul statului Illinois
- Nathaniel Popp (n. 1940), episcop ortodox român din cadrul Bisericii Ortodoxe Americane.